# FSO Warszawa

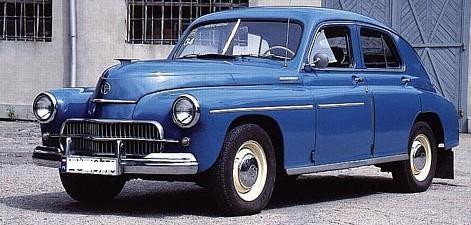
Warszawa M20

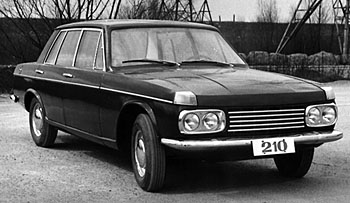
Warszawa 210

FSO Warszawa var ett polskt bilmärke byggt av FSO som fanns mellan 1951 och 1973. Warszawa var en licensbyggd GAZ M20 Pobeda kallad Warszawa M-20. De var populära som taxibilar eftersom de var så hållbara men å andra sidan långsamma eftersom de var så tunga. 254 471 exemplar gjordes mellan 1951 och 1957. Då ersattes den av Warszawa 201 som byggdes fram till 1964 då den i sin tur ersattes av Warszawa 223 som tillverkades fram till 1973.